# Suru (Doko)
Suru is een bestuurslaag in het regentschap Blitar van de provincie Oost-Java, Indonesië. Suru telt 3654 inwoners (volkstelling 2010).